# Josep Fontserè i Domènech
Josep Fontserè i Domènech   (Vinyols i els Arcs, 1799 - Barcelona, 1870) va ser un fuster i arquitecte català.

## Biografia
Col·laborà amb Antoni Cellers a l'església dels Escolapis de Sabadell (1831-1832). Fou autor de la plaça de toros del Torín, a la Barceloneta, inaugurada el 1834 a partir d'un encàrrec de la Casa de la Caritat de Barcelona.
Va ser autor del projecte de l'església de Vallbona de les Monges, aprovat el 8 de març de 1835, degut a la ruïna que amenaçava a l'antiga església. Va completar l'església parroquial de Pallejà, dedicada a Santa Eulàlia de Mèrida, que s'havia començat a construir el 1832 sota la direcció de l'arquitecte Joan Merlo i que després d'algunes interrupcions va ser finalitzada per Fontserè el 1862.
Va ser membre de la Comissió de l'Eixample, creada per l'Ajuntament de Barcelona el 1853 amb el nom de Comissió de les Corporacions de Barcelona, un any abans d'enderrocar les muralles. Va ser arquitecte municipal de Barcelona, en companyia de l'arquitecte Josep Mas,
Casat amb Teresa Mestre i Folch, natural de Riudoms, fou pare dels mestres d'obres Eduard i Josep Fontserè i Mestre, i avi del meteoròleg Eduard Fontserè i Riba.

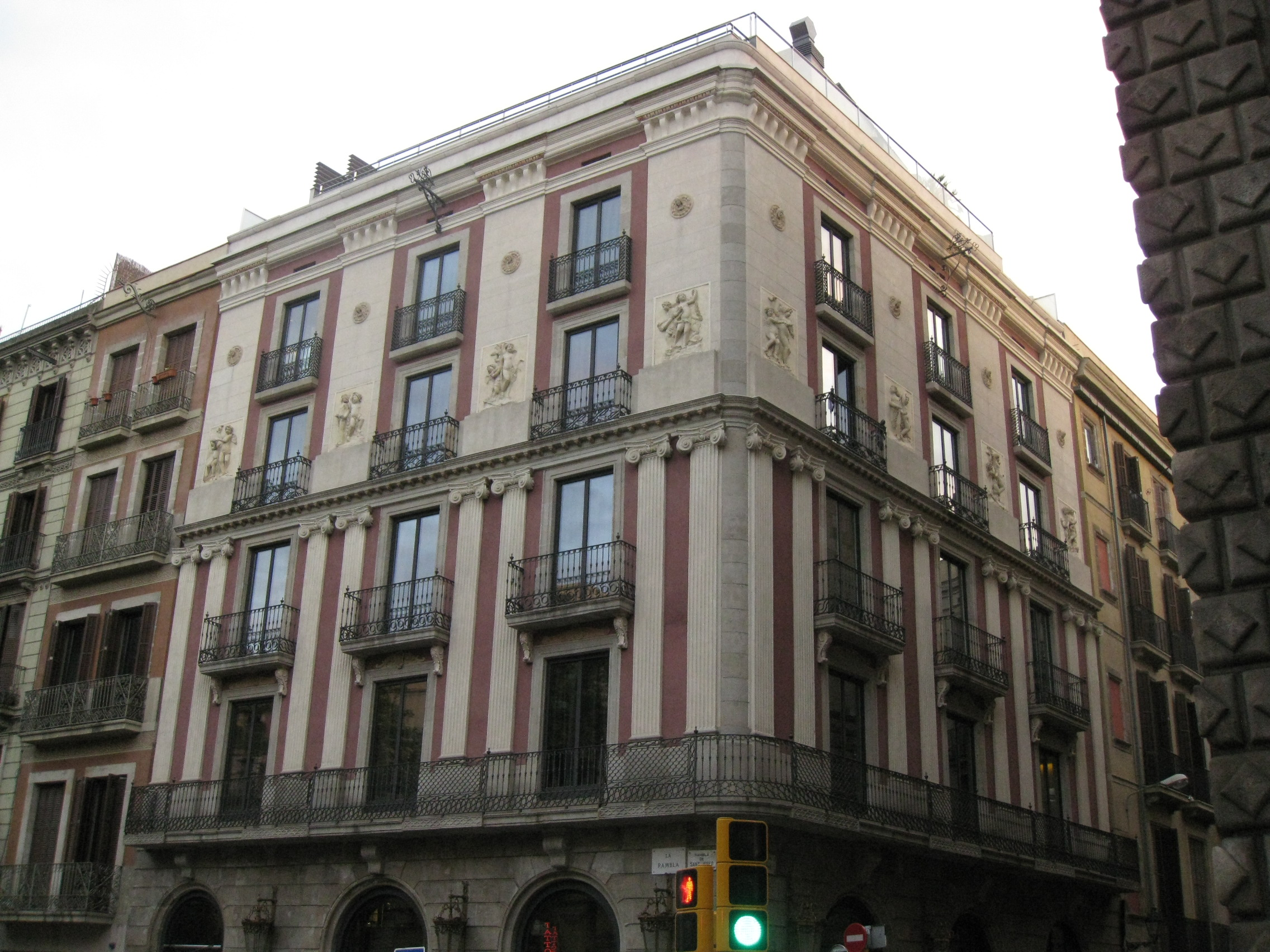
Casa Francesc Piña, obra de Josep Fontserè i Domènech (1850), a la cantonada de la Rambla amb el carrer del Carme